# Centro de Excelencia en Metabolómica y Bioanálisis
CEMBIO es el Centro de Excelencia en Metabolómica y Bioanálisis de la Universidad CEU San Pablo que fue presentado públicamente el 5 de mayo de 2010 y reconocido como grupo de Excelencia en Biociencias por la Comunidad de Madrid. El CEMBIO está fundado y dirigido por la catedrática Coral Barbas.

## Campos de aplicación
CEMBIO tiene,entre otros, los siguientes campos de aplicación:
- Búsqueda de marcadores diagnósticos.
- Evaluación del estado metabólico general en una situación patológica.
- Estudio del efecto de un tratamiento o dieta.
- Estudios de toxicidad.

## Proyectos
En concreto el CEMBIO tiene proyectos abiertos en:
- Búsqueda de marcadores diagnósticos de enfermedades parasitarias.
- Estudio metabólico de pacientes con diversas afecciones cardiovasculares.
- Estudio del efecto de una dieta sobre niños diabéticos.

## Medios disponibles

### Personal
18 miembros especializados en diversos campos (Química, Farmacia, Bioquímica, Estadística) que incluye técnicos, licenciados y doctores.

### Equipamiento
- LC-MS-MS (Triple Quad).
- LCxLC-MS-MS (Triple Quad).
- LC-MS (QTOF).
- LCxLC-QTOF.
- LC-MS (Trampa Iónica).
- GC-MS.
- CE-MS (TOF).
- Instalaciones generales de un laboratorio analítico moderno.